# Ambeyrac
 Ambeyrac es una comuna francesa situada en el departamento de Aveyron,  en la región de Occitania.

## Demografía
| 204 | 214 | 198 | 192 | 167 | 191 | 175 |
| Para los censos de 1962 a 1999 la población legal corresponde a la población sin duplicidades (Fuente: INSEE [Consultar]) |     |     |     |     |     |     |